# Royaume d'Airgíalla
331–1585
Entités précédentes :
- Ulaid

Entités suivantes :
- Seigneurie d'Irlande (1542)

Le royaume d'Airgíalla ou Airgialla (Irlandais: Oirialla, anglicisation : Oriel, Uriel, Orgiall, Orgialla, Oryallia, Ergallia), est le nom d'une fédération de royaumes irlandais qui s'est formée vers le VIIe siècle. Son implantion historique s'étend sur les provinces actuelles de Leinster et d'Ulster, et correspondent aux modernes Comté de Louth et Comté de Monaghan. Dans les anciens manuscrits, l'évêque du  Diocèse de Clogher est nommé Évêque d'Oirialla.

## Étymologie
« L' Airgíalla » était dirigé par un groupe de dynasties sans liens familiaux directs, implantées dans ce qui est désormais le centre et le sud de l'Ulster, où elles formaient une fédération militaire vers la fin du VIIe siècle. Le terme Airgíalla dérive selon la tradition, du nom irlandais  « orgialla » signifiant « otage d'or ». Il est lié au fait que les fondateurs légendaires du royaume, les Trois Collas, avaient conclu un accord avec lArd ri Erenn qui stipulait que si les chefs de leurs clans ou leurs descendants devaient être détenus comme otage par lArd ri Erenn et s'ils devaient être enchaînés, ils ne pouvaient l'être qu'au moyen de chaînes d'or, — vieil irlandais  «  Ar », l'or, et « giall », otage, qui serait  devenu le nom du royaume  « Orgialla ».
On estime désormais que l'origine de cette légende remonte au second quart du VIIIe siècle, époque où le royaume d'Argialla scelle son alliance avec les Uí Néill du Nord (Cenél Conaill et Cenél nEógain) et devient en quelque sorte leur vassal et leur fournit son appui militaire, d’où l'apparition du nom « Airgíalla », qui signifie  également  « peuple soumis ».

## Origines légendaires
Selon la tradition pseudo-historique et les récits légendaires, au début du IVe siècle, sur l'incitation de leur cousin l'Ard ri Muiredach mac Fiachach, trois princes guerriers nommés collectivement les Trois Collas, fils d'Eochaid Doimlén, fils d'Cairbre Lifeachar, Ard ri Erenn légendaire d'Irlande de la race d'Érimón, font la conquête d'une grande partie de l'Ulaid dont ils chassent les anciens possesseurs, princes de la lignée de Eber mac Ír, nommés Clanna Rory, ou Rudericiens.
Les Trois Collas, en 331 lors de la grande Bataille d'Achaidh Leithdeircc ou Achadh Leithdheirg dans le  Fearmuighe (également nommé Fearnmhagh), situé dans le  Dalaradia, à la frontière des comtés modernes de Down et d'Antrim, défont les forces du roi d'Ulaid Fergus Foga, qui est tué. Les vainqueurs brûlent et rasent Emain Macha ou Emania, près de l'actuelle ville d'Armagh, le fameux palais des rois d'Ulaid qui avait été célébré par les bardes irlandais depuis six siècles.
Le lieu du combat est également nommé « Carn Achy-Leth-Derg », et il est maintenant devenu la paroisse d'Aghaderg dans la baronnie de Iveagh, comté de Down, où il existe encore un énorme Cairn de pierres en bruttes[Quoi ?]près de Loughbrickland.
Le territoire conquis par les Trois Collas correspond aux actuels comtés de Louth, de Monaghan et d'Armagh.

## Histoire

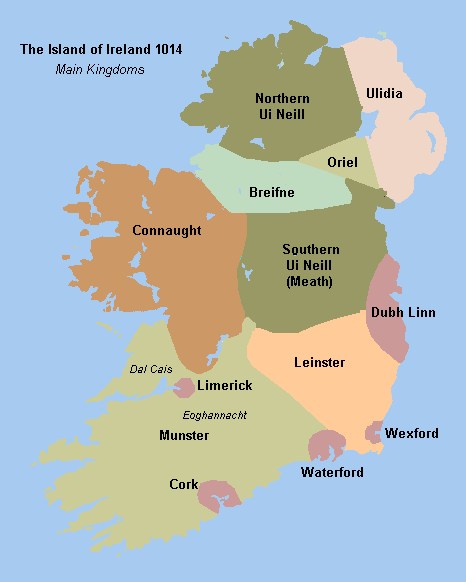
Irlande en 1014

Dans les Chroniques d'Irlande, la plus ancienne référence à Airgíalla apparaît dans les Annales de Tigernach sous l'année  677, où est relevée la mort de  Dunchad mac Ultan, Rí Oigriall. Cependant il semble qu'il s'agisse d'une interpolation rétroactive. D'autre part, une entrée des Annales d'Ulster de l'année 697 note l'existence d'un Mael Fothataig mac Mael Dub comme Rex na nAirgialla qui semble être authentique.
Mael Fothatag et son fils, Eochu Lemnae (mort en 704), font partie des rois souscripteurs du Cáin Adomnáin en 697. Ce qui permet de penser que l'Airgíalla était définitivement reconnu comme une entité indépendante dans les premières années du VIIIe siècle.
La succession traditionnelle des rois d'Airgíalla se poursuit jusqu'à Donnchad Ua Cerbaill, roi de 1127 à 1168. Après l'intervention des anglo-normands, son fils Niall mac Donnchada réussit à se maintenir (1196-1208). La dynastie se poursuit avec le petit-fils de ce dernier, Eochaid mac Mathghamna meic Niall, mort en 1273, qui fonde la lignée des Mac Mathghamhna, anglicisé en Mac Mahon, qui perdure jusqu'à la mort de Aodh Ruadh mac Airt en septembre/octobre 1590.

## Les neuf royaumes d' Airgíalla
Le royaume d'Airgíalla était lui-même constitué de neuf sous-royaumes, portant le nom de leur dynastie régnante: 
- Uí Maic Cairthinn au sud du Lough Foyle
- Uí Fhiachrach Arda Sratha à l'ouest des Sperrins
- Uí Thuirtri à l'est des Sperrins

Ces trois entités sont connues collectivement sous le nom de Ui Moccu Uais
- Fír Chraibe  sur la rive ouest de la Rivière Bann
- Fír Li également sur la rive ouest de la Rivière Bann
- Uí Chremthainn à  l'ouest dans le  Fermanagh
- Uí Méith entre Tyrone et Monaghan
- Ind Airthir à l'est d'Armagh
- Mugdorna vers Monaghan

Le plus puissant d'entre eux sont les Ui Moccu Uais et le plus faible l'une de ses composantes le Ui Meic Cairthinn. L'Airgíalla n'est pas dirigé par un clan familial doté d'un ancêtre unique commun mais c'est une fédération dont les membres de diverses origines occupent la royauté à tour de rôle cette dernière passant d'une dynastie à une autre.

## Article lié
- Liste des rois d'Airgíalla

## Sources
- (en) Cet article est partiellement ou en totalité issu de l’article de Wikipédia en anglais intitulé « Airgíalla » (voir la liste des auteurs), édition du 27 avril 2012.
- (en) Francis John Byrne, Irish Kings and High-Kings. Dublin, Four Courts Press (2001). 2e édition  (ISBN 1851821961).
- (en) T.W. Moody F.X. Martin F.J. Byrne A new history of Ireland Tome IX "Maps, Genealogies, Lists a companion to irish history . Part II Oxford University Press réédition 2011  (ISBN 9780199593064).
- (en) Colonisation and Conquest in Medieval Ireland: The English in Louth, 1170-1330, Cambridge, Brendan Smith (1999)
- (en) The Kingship and Landscape of Tara, ed. Edel Bhreathnach, 2005;  (ISBN 1-85182-954-7)